# Konsulaty w Szczecinie

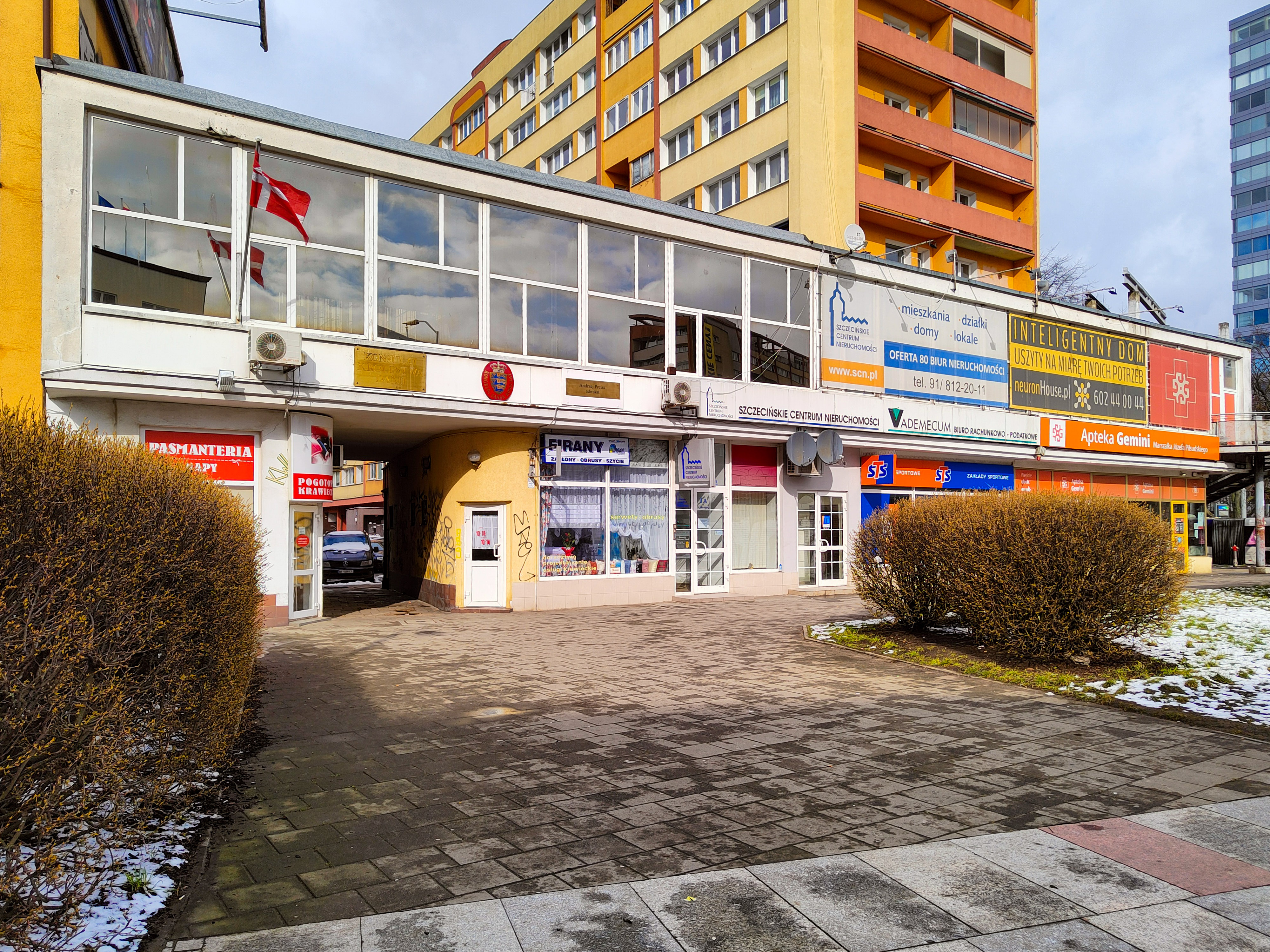
Konsulat Królestwa Danii

Konsulaty w Szczecinie – lista placówek konsularnych działających w Szczecinie (stan z 12.05.2023 r.):
- Konsulat Bośni i Hercegowiny, ul. Lelewela 8a, 71-162, Szczecin, konsul honorowy: Joanna Sienkiewicz
- Konsulat Republiki Cypryjskiej, ul. Matejki 22, 70-530, Szczecin, konsul honorowy: Jan Czerepaniak
- Konsulat Republiki Czeskiej, ul. Mazowiecka 1b, 70-526, Szczecin, konsul honorowy: Martin Směták
- Konsulat Królestwa Danii, ul. Piłsudskiego 1a, 70-420, Szczecin, konsul honorowy: Andrzej Preiss
- Konsulat Republiki Estonii, ul. Kurza Stopka 5/cd, 70-535, Szczecin, konsul honorowy: Robert Kornecki
- Konsulat Republiki Finlandii, ul. Energetyków 3/4, 70-952, Szczecin, konsul honorowy: Adolf Wysocki
- Konsulat Republiki Francuskiej, ul. Żubrów 1/U9, 71-617, Szczecin, konsul honorowy: Pierre-Frédéric Weber
- Konsulat Republiki Federalnej Niemiec, ul.Podgórna 62/U1, 70-205 Szczecin, konsul honorowy: Irena Stróżyńska (od 7 czerwca 2024)
- Konsulat Włoch, al. Wojska Polskiego 65, 70-478, Szczecin, konsul honorowy: Angelo Rella
- Konsulat Republiki Litewskiej, ul. Gen. Rayskiego 23/13, 70-442, Szczecin, konsul honorowy: Wiesław Wierzchoś
- Konsulat Wielkiego Księstwa Luksemburga, al. Niepodległości 17, 70-412, Szczecin, konsul honorowy: Waldemar Juszczak
- Konsulat Królestwa Norwegii, al. Niepodległości 17, 70-412, Szczecin, konsul honorowy: Piotr Kotfis[2]
- Konsulat Republiki Mołdawii, Powstańców Wielkopolskich 54/13, 70-130, Szczecin, konsul honorowy: Alekasander Łaskawer
- Konsulat Królestwa Szwecji, ul. Plac Żołnierza Polskiego 1b, 70-551, Szczecin, konsul honorowy: Marek Czernis
- Konsulat Ukrainy, ul. Mickiewicza 45, 70-385, Szczecin, konsul honorowy: Henryk Kołodziej